# Stizocera nigroflava
Stizocera nigroflava là một loài bọ cánh cứng trong họ Cerambycidae.